# Alex Demirović

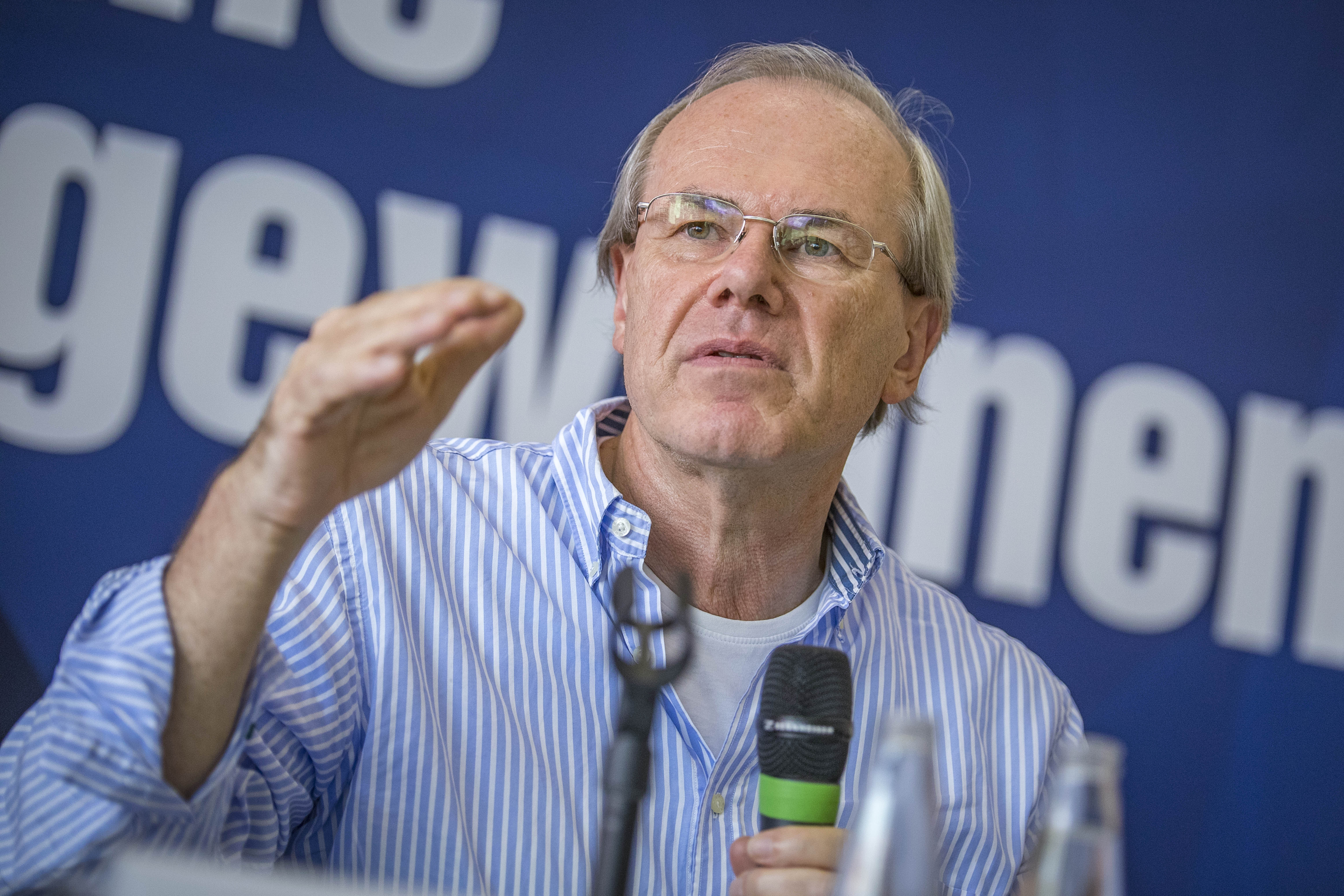
Alex Demirović, 2018

Alex Demirović (* 17. Mai 1952  in Darmstadt-Eberstadt) ist ein deutscher Sozialwissenschaftler und ein Vertreter der Kritischen Theorie.

## Leben
Alex Demirović studierte ab 1971 Philosophie, Soziologie und Germanistik an der Johann Wolfgang Goethe-Universität in Frankfurt am Main, unterbrochen von kurzen Studienaufenthalten in Marburg und Paris. Er wurde 1979 bei Alfred Schmidt in Philosophie mit einer epistemologisch-diskursanalytischen Studie über marxistische Ästhetik promoviert. Nach dem Studium folgten Tätigkeiten an verschiedenen Forschungsinstituten, zwischen 1990 und 2001 arbeitete er am Institut für Sozialforschung in Frankfurt am Main. 1987 erhielt Demirović von der Deutschen Forschungsgemeinschaft ein Habilitationsstipendium. Mit einer wissenschaftsgeschichtlichen Untersuchung zur Bedeutung der Kritischen Theorie der Frankfurter Schule in Wissenschaft, Politik und Kultur in der Nachkriegszeit Deutschlands konnte sich Alex Demirović 1992 in Politikwissenschaft und politischer Soziologie habilitieren. Seit 1990 nahm er zahlreiche Professurvertretungen und Gastprofessuren an deutschen und nicht-deutschen Universitäten wahr.
Im Jahr 2003 wurde – trotz eindeutiger Beschlusslage des Fachbereichs – die Berufung Demirovićs auf eine Soziologieprofessur der Goethe-Universität in Frankfurt am Main vom Senat der Universität sowie vom hessischen Wissenschaftsministerium abgelehnt. An diesem Verfahren war der Universitätspräsident Rudolf Steinberg aktiv beteiligt. Zahlreiche internationale Wissenschaftler (u. a. Judith Butler, Wendy Brown, Bob Jessop, Nancy Fraser, Iris Marion Young) reichten Petitionen zugunsten Demirovićs ein. 2007 wurde Demirović außerplanmäßiger Professor an der Universität Frankfurt am Main.
Ab 2007 lehrte Demirović an der Technischen Universität Berlin als Gastprofessor. Diese Stelle endete am 30. September 2012, da der Studiengang Politikwissenschaft auslief. 2013 und 2014 war er an der Universität Frankfurt am Main Gastprofessor für kritische Gesellschaftstheorie, seitdem ist er an dieser Hochschule wieder außerplanmäßiger Professor. Aktuell ist er Senior Fellow der Rosa-Luxemburg-Stiftung in Berlin. Er moderiert mit Too long, didn’t read den Theorie-Podcast der Stiftung. Für das nd schreibt er jeden vierten Montag eine Kolumne.
Der 2015 erschienene Sammelband Perspektiven und Konstellationen kritischer Theorie geht auf eine Tagung anlässlich seines 60. Geburtstages im Jahr 2012 zurück. Viele seiner Weggefährten, unter ihnen Bob Jessop und Ulrich Brand, haben hierzu Beiträge verfasst. Die 207. Ausgabe der Prokla aus dem Jahr 2022 ist dem Schaffen von Demirović gewidmet und setzt sich vielfältig mit seinen wissenschaftlichen Veröffentlichungen auseinander.
Zur Bundestagswahl 2025 war Demirović an der Formulierung eines Aufrufs zur Wahl der Partei Die Linke beteiligt.

## Forschungsschwerpunkte
Demirović’ wissenschaftliche Arbeiten verstehen sich als Beiträge zur Weiterentwicklung der kritischen Theorie der Gesellschaft. Seinem Verständnis nach könne ein solches Projekt zeitgemäß nicht als Fortsetzung einer einzigen, privilegierten Tradition verfolgt werden, andere Theorielinien und Fragestellungen müssten Berücksichtigung finden, Widersprüche zwischen ihnen als Anreiz für weitere Forschung verstanden werden. Bezugspunkte sind neben der älteren Kritischen Theorie Theodor W. Adornos und Max Horkheimers andere an Marx anschließende heterodoxe Traditionen, neuere ökonomiekritische Diskussionen, staatstheoretische Ansätze, poststrukturalistische Macht- und Diskursanalysen sowie kritische Kulturforschung und Geschlechterverhältnisse. Schwerpunkte der Arbeiten von Demirović liegen auf Staats- und Demokratietheorie in Anschluss an Antonio Gramsci, Nicos Poulantzas und der Regulationstheorie.
Auf der Grundlage eines umfassenden Begriffs der Arbeit und gesellschaftlichen Arbeitsteilung geht es Demirović um ein relationales, praxistheoretisches Verständnis von Ökonomie, Politik und Staat ebenso wie von Kultur. Die Gesellschaft soll in ihrer Gegenständlichkeit als das historisch-spezifische Ergebnis gemeinschaftlicher menschlicher Praxis verstanden werden.

## Zitat
„Demirović hat durch seine Poulantzas-Rezeption wesentlich zur Rekonstruktion einer materialistischen Staatstheorie beigetragen. Neben der theoretischen Orientierung hat er sich für eine linkssozialistische Parteipolitik eingesetzt. Dabei hält er an der sozialistischen Vision einer freien und humanen Gesellschaft jenseits des Kapitalismus fest.“

## Mitgliedschaften
Alex Demirović war bis zum Mai 2018 Redaktionsmitglied der Zeitschrift Prokla, wechselte dann zum Beirat der Zeitschrift. Ferner ist er Vorsitzender des wissenschaftlichen Beirats der Rosa-Luxemburg-Stiftung und ist im Beirat des Bundes demokratischer Wissenschaftlerinnen und Wissenschaftler (BdWi) tätig. Außerdem ist er Mitglied in der Gewerkschaft ver.di, in den Fachvereinigungen DGS und DVPW und im wissenschaftlichen Beirat der Attac. Zudem ist er ein fellow des Berliner Instituts für kritische Theorie und er gehört der Assoziation für kritische Gesellschaftsforschung an. Demirović ist Mitglied des Beirats der 2012 gegründeten wissenschaftlichen Open-Access-Zeitschrift Momentum Quarterly.

## Veröffentlichungen

### Monografien
- Jenseits der Ästhetik. Zur diskursiven Ordnung der marxistischen Ästhetik. Materialis Verlag, Frankfurt am Main 1982, ISBN 978-3-88535-051-4.
- Nicos Poulantzas. Eine kritische Auseinandersetzung. Argument Verlag, Hamburg 1987, ISBN 978-3-88619-363-9.
  - 2. Auflage: Nicos Poulantzas. Eine kritische Auseinandersetzung. Westfälisches Dampfboot, Münster 2007, ISBN 978-3-89691-622-8.
- Demokratie, Ökologie, Ökologische Demokratie. Demokratievorstellungen und -konzepte der neuen sozialen Bewegungen und der Partei „DIE GRÜNEN“. Verlag für Interkulturelle Kommunikation, Frankfurt am Main 1989.
- Zusammen mit Ulrich Rödel und Günter Frankenberg: Wandel des Demokratieverständnisses. Das Verhältnis von Demokratie und Öffentlichkeit in der Bundesrepublik seit Ende der siebziger Jahre. Forschungsbericht des Instituts für Sozialforschung, Frankfurt am Main 1994.
- Zusammen mit Gerd Paul: Demokratisches Selbstverständnis und die Herausforderung von rechts: Student und Politik in den neunziger Jahren. Frankfurt am Main/New York 1996.
- Demokratie und Herrschaft. Aspekte kritischer Gesellschaftstheorie. Westfälisches Dampfboot, Münster 1997, ISBN 978-3-89691-371-5.
- Der nonkonformistische Intellektuelle. Die Entwicklung der Kritischen Theorie zur Frankfurter Schule. Frankfurt am Main 1999.
  - Aktualisierte Neuauflage: Der nonkonformistische Intellektuelle. Die Entwicklung der Kritischen Theorie zur Frankfurter Schule. Mandelbaum Verlag, Wien/Berlin 2023, ISBN 978-3-99136-505-1.
- Demokratie in der Wirtschaft. Positionen – Probleme – Perspektiven. Westfälisches Dampfboot, Münster 2007, ISBN 978-3-89691-656-3.
- Wirtschaft und Demokratie. In: Axel Weipert (Hrsg.): Demokratisierung von Wirtschaft und Staat – Studien zum Verhältnis von Ökonomie, Staat und Demokratie vom 19. Jahrhundert bis heute. NoRa Verlag, Berlin 2014, ISBN 978-3-86557-331-5.
- Wissenschaft oder Dummheit? Über die Zerstörung der Rationalität in den Bildungsinstitutionen. VSA Verlag, Hamburg 2015, ISBN 978-3-89965-572-8, pdf.
- Marx als Demokrat oder: Das Ende der Politik, Dietz Verlag, Berlin 2025, ISBN 978-3-320-02410-9.

### Herausgeberschaften
- Zusammen mit Ulrich Brand, Christoph Görg, Joachim Hirsch: Nichtregierungsorganisationen in der Transformation des Staates. Westfälisches Dampfboot, Münster 2001, ISBN 978-3-89691-493-4.
- Komplexität und Emanzipation. Kritische Gesellschaftstheorie und die Herausforderung der Systemtheorie Niklas Luhmanns. Westfälisches Dampfboot, Münster 2001, ISBN 3-89691-494-4.
- Zusammen mit Manuela Bojadžijev: Konjunkturen des Rassismus. Westfälisches Dampfboot, Münster 2002, ISBN 978-3-89691-516-0.
- Modelle kritischer Gesellschaftstheorie. Traditionen und Perspektiven Kritischer Theorie. J.B. Metzler, Stuttgart 2003, ISBN 978-3-476-01849-6.
- Zusammen mit Joachim Beerhorst und Michael Guggemos: Kritische Theorie im gesellschaftlichen Strukturwandel. Suhrkamp, Frankfurt am Main 2004, ISBN 978-3-518-12382-9.
- Kritik und Materialität. Westfälisches Dampfboot, Münster 2008, ISBN 978-3-89691-748-5.
- Das Staatsverständnis von Nicos Poulantzas: Der Staat als gesellschaftliches Verhältnis. Gemeinsam mit Stephan Adolphs, Serhat Karakayali. Baden-Baden 2010.
- Das Subjekt – Zwischen Krise und Emanzipation. Gemeinsam mit Christina Kaindl, Alfred Krovoza. Münster 2010, ISBN 978-3-89691-771-3.
- Zusammen mit Heike Walk: Demokratie und Governance: Kritische Perspektiven auf neue Formen politischer Herrschaft. Westfälisches Dampfboot, Münster 2011, ISBN 978-3-89691-872-7.
- Zusammen mit Pauline Bader, Florian Becker und Julia Dück: VielfachKrise. Im finanzdominierten Kapitalismus. VSA Verlag, Hamburg 2011, ISBN 978-3-89965-404-2, Online.
- Zusammen mit Christina Kaindl: Gegen den Neoliberalismus andenken. Linke Wissenspolitik und sozialistische Perspektiven. VSA Verlag, Hamburg 2012, ISBN 978-3-89965-523-0.
- Zusammen mit Sebastian Klauke und Étienne Schneider (Hrsg.): Was ist der „Stand des Marxismus“? Soziale und epistemologische Bedingungen der kritischen Theorie heute. Westfälisches Dampfboot, Münster 2015, ISBN 978-3-89691-717-1.
- Transformation der Demokratie – demokratische Transformation. Münster 2016, ISBN 978-3-89691-843-7.
- Zusammen mit Mario Candeias: Europe – what's left? Westfälisches Dampfboot, Münster 2017, ISBN 978-3-89691-850-5.
- Wirtschaftsdemokratie neu denken. Westfälisches Dampfboot, Münster 2018, ISBN 978-3-89691-283-1.
- Zusammen mit Susanne Lettow und Andrea Maihofer: Emanzipation. Zur Geschichte und Aktualität eines politischen Begriffs. Westfälisches Dampfboot, Münster 2019, ISBN 978-3-89691-282-4, Online.
- Zusammen mit Uwe H. Bittlingmayer und Tatjana Freytag: Handbuch Kritische Theorie. 2 Bände. Springer Verlag, Wiesbaden 2019, ISBN 978-3-658-12696-4.
- Zusammen mit Thomas Sablowski, Judith Dellheim, Katharina Pühl, Ingar Solty: Auf den Schultern von Karl Marx. Westfälisches Dampfboot, Münster 2021, ISBN 978-3-89691-259-6.

### Aufsätze
- Was Philosophen so tun. Bemerkungen zur ausgebliebenen Sloterdijk-Debatte. In: Wespennest. Nr. 117, 1. Quartal 2000, Wien 2000.
- Wirtschaftsdemokratie, Rätedemokratie und freie Kooperationen. Einige vorläufige Überlegungen. In: Widerspruch Nr. 55/2008, S. 55–67, Online.
- Rätedemokratie oder das Ende der Politik. In: PROKLA – Zeitschrift für kritische Sozialwissenschaft, Nr. 155/2009, S. 1–29, Online.